# Ernst-Schneider-Preis

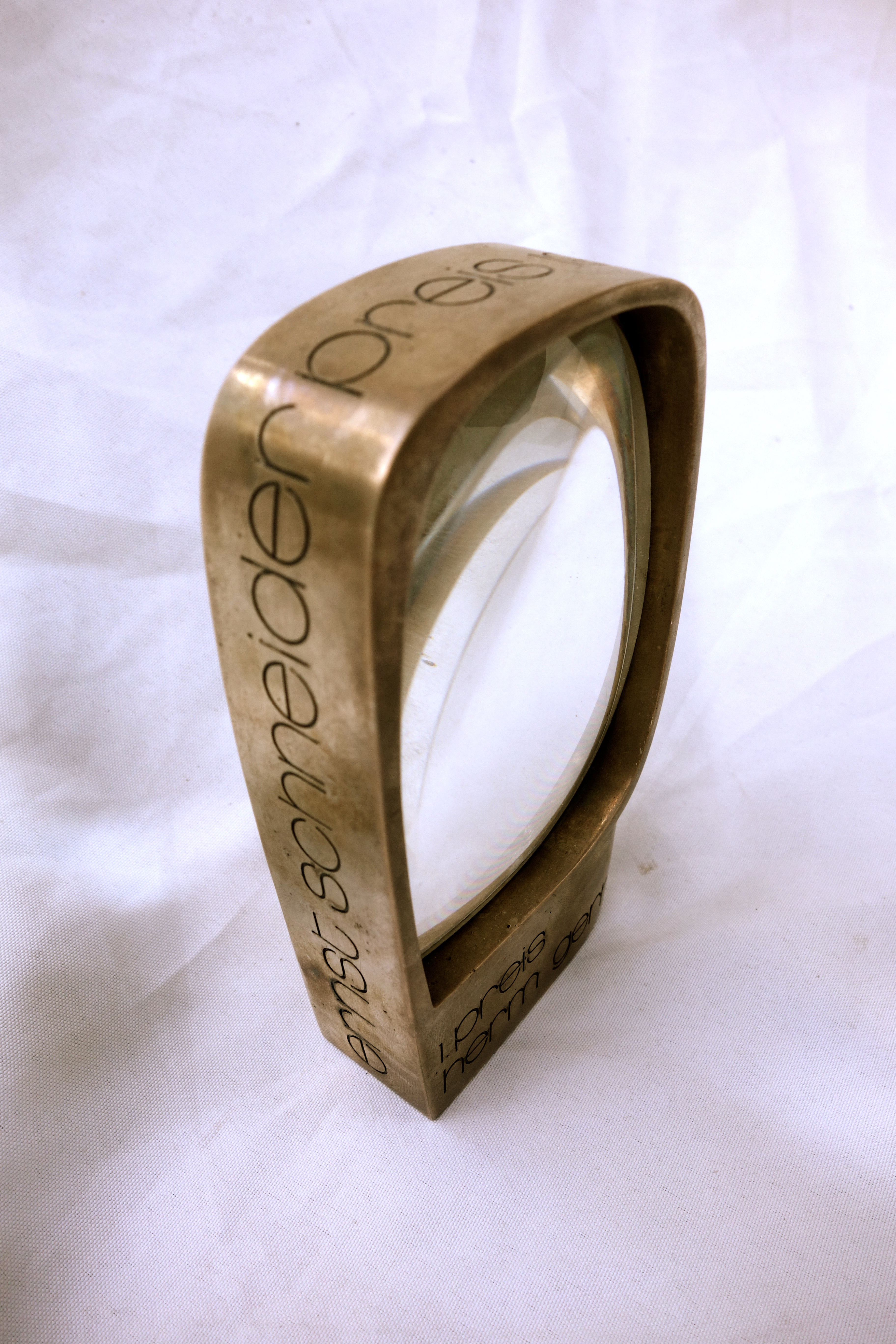
Ernst-Schneider-Preis Trophäe von 1971

Der Ernst-Schneider-Preis ist der Journalistenpreis der deutschen Wirtschaft. Er ist benannt nach dem Unternehmer und Kunstmäzen Ernst Schneider, der von 1963 bis 1969 Präsident des Deutschen Industrie- und Handelskammertages war. 

## Der Preis
Mit dem Wettbewerb wollen die Industrie- und Handelskammern den Bürgern mehr Wissen über wirtschaftliche und wirtschaftlich-technische Zusammenhänge vermitteln und die Medien ermutigen, neue Schritte bei der Vermittlung von Wirtschaft zu gehen. Ausgezeichnet werden Autoren. Gestiftet von den deutschen Industrie- und Handelskammern wird der Preis jährlich an Journalisten vergeben, die „in allgemein verständlicher Weise wirtschaftliches Wissen und die Kenntnis wirtschaftlicher Zusammenhänge vermitteln und damit einen Beitrag zur Darstellung einer freiheitlichen und sozialen Wirtschaftsordnung leisten“.
Über die Preisvergabe entscheiden unabhängige Jurys, die aus jeweils drei Angehörigen der Medien und zwei Vertretern der Wirtschaft zusammengesetzt sind. Maßstab sind dabei die Relevanz des Themas, die Qualität der Information, die Allgemeinverständlichkeit und die Attraktivität der Darstellung.
Vergeben wurden die Preise seit 1971 zunächst im Wechsel für Hörfunk- und Fernsehproduktionen, ab 1990 parallel als Hörfunk- und Fernsehpreise. Seit 2002 gibt es Preise für regionale und überregionale Printmedien sowie einen Nachwuchspreis, der mit einer Weiterbildung dotiert ist. Ein vom Verein Deutscher Werkzeugmaschinenfabriken gestifteter Technik-Preis wurde von 2003 bis 2014 für Fernseh- und Rundfunkbeiträge verliehen. Mit der 40. Ausschreibung für das Jahr 2011 erweiterten die IHKs den Wettbewerb um die Kategorie „Wirtschaft online“.
Der Ernst-Schneider-Preis hat sich im Laufe der Jahre zum größten deutschen Wettbewerb für Wirtschaftspublizistik entwickelt. Er ist mit insgesamt 44.000 Euro dotiert.
Die Preise werden in sechs verschiedenen Kategorien vergeben:
1. Video (dotiert mit 8.000 Euro)
2. Audio (dotiert mit 8.000 Euro)
3. Klartext (dotiert mit 8.000 Euro)
4. Multimedia (dotiert mit 8.000 Euro)
5. Starterpreis (dotiert mit 4.000 Euro)
6. Sonderpreis (dotiert mit 8.000 Euro)

## Preisträger

### 1970er-Jahre
1971 
- Fernsehen:
  - Große Wirtschaftssendung: Kapital 70. Gerhard Herm
  - Große Wirtschaftssendung: Pro und Contra: Steuererhöhung. Emil Obermann
  - Kurzbeitrag: Affäre Weinberg. Joachim Roering
  - Kurzbeitrag: Wie sicher ist die Lebensversicherung. Jochen Schweizer

1973 
- Fernsehen:
  - Große Wirtschaftssendung: Monte Carlo ohne Musik. Werner Filmer, Dieter Storp
  - Große Wirtschaftssendung: Reklamationen. Herbert Hackl, Felix Tolxdorff
  - Kurzbeitrag: Lohntarifrunde. Wolfgang Ebert, Lutz Mahlerwein
  - Kurzbeitrag: Die Macht am Rhein. Trend-Redaktion des WDR

1974 
- Hörfunk:
  - Große Wirtschaftssendung: Die Herren lassen bitten. Ludwig Dohmen, Werner Schulze
  - Große Wirtschaftssendung: Die Macht der Banken. Charlotte Rothweiler
  - Kurzbeitrag: Wohlstand auf Pump. Gerhard Herm, Helmut Seitz

1975 
- Fernsehen:
  - Große Wirtschaftssendung: Mekka für Ölmilliarden. Brennpunkt-Redaktion des WDR
  - Große Wirtschaftssendung: Nach Ladenschluss. Manfred Trebess, Wolf-Dieter Ebersbach
  - Sonderpreis: Eintausend Milliarden. Dieter Meichsner

1976 
- Hörfunk:
  - Große Wirtschaftssendung: Macht und Wettbewerb im Handel. Charlotte Rothweiler
  - Große Wirtschaftssendung: Arbeitslos – nur ein Problem des Westens. Heinz Günther
  - Große Wirtschaftssendung: Nach getaner Arbeit ein schlechtes Gewissen. Wolfgang Kirchner, Henning Gissel

1977 
- Fernsehen:
  - Große Wirtschaftssendung: Energie – Phantasie und Information. Gottfried Kludas
  - Große Wirtschaftssendung: Furien des Fortschritts. Elektronik vernichtet und schafft Arbeitsplätze. Dieter Balkhausen
  - Kurzbeitrag: Wirtschaftsstruktur Bonn. Georg Bedau
  - Schulfernsehen: Der sozialistische Wettbewerb aus der Reihe Marktwirtschaft – Planwirtschaft. Julian Lehnecke, Günter Schönrock

1978 
- Hörfunk:
  - Große Wirtschaftssendung: Eine Zukunft zweiter Klasse – Auf der Suche nach Rezepten gegen die Arbeitslosigkeit. Michael Rutz
  - Große Wirtschaftssendung: Zeitarbeit – Der Job auf Abruf. Hans Nerth
  - Kurzbeitrag: Planspiel der OECD; Ölversorgung im Krisenfall. Ernst Dohlus
  - Schulfunk: Wir leben vom Export. Helmut Seitz
  - Schulfunk: Die Sache mit dem Unternehmergewinn. Malte Retiet
  - Schulfunk: Firma Rosbach macht Bilanz. Werner Liborius
  - Sonderpreis: Kopfgeld. Die abenteuerliche Geburt der DM. Willy Purucker

1979 
- Fernsehen:
  - Große Wirtschaftssendung: Die Deutschen und das Eigentum. Horst Cierpka
  - Schulfernsehen: Vorsicht Fortschritt: Die Wegwerfgesellschaft. Günter Schönrock
  - Schulfernsehen: Erkundung einer Börse oder Die Geschichte vom Kotflügel. Manfred Butzer, Ferdinand Seitz
  - Sonderpreis: Grüß Gott, ich komm von drüben. Wolfgang Menge

### 1980er-Jahre
1980 
- Hörfunk:
  - Große Wirtschaftssendung: Die ungeliebten, aber doch begehrten Milliarden. Günter Albrecht
  - Große Wirtschaftssendung: Versandhauskataloge – Lektüre für Millionen. Dieter Mayer-Simeth
  - Kurzbeitrag: Gefährliche Forschung. Folge 6: Die Natur korrigieren. Manipulationen von der Nahrungskette bis zu den Zellkernen. Wolfgang Rieger
  - Kurzbeitrag: Produktinformation Pannenhilfe. Ernst Dohlus
  - Kurzbeitrag: Produktinformation Geflügel. Beatrix Didzoleit
  - Kurzbeitrag: Produktinformation Benzin und Tankstelle. Jörn Michael Bachhausen
  - Schulfunk: Kein Beruf für Mädchen?. Ursula Dzieia

1981 
- Fernsehen:
  - Große Wirtschaftssendung: Kraftproben: Er hat alles riskiert. Werner Filmer, Dieter Storp
  - Kurzbeitrag: Der Strompreis. Ingrid Lorenzen

1982 
- Hörfunk:
  - Große Wirtschaftssendung: Verdienst, der aus dem Ausland kommt. Michael Rutz
  - Große Wirtschaftssendung: Der Krisenfall ist da. Armin E. Möller
  - Kurzbeitrag: Beruf Einzelhandelskaufmann. Jacqueline Stuhler, Wolfgang Truger
  - Schulfunk: Protektionismus. Helmut Seitz

1983 
- Fernsehen:
  - Große Wirtschaftssendung: Handelspartner Burenstaat. Walter Sucher
  - Große Wirtschaftssendung: Herr Herr. Markus Kutter
  - Schulfernsehen: Mechanisierung – Arbeitsteilung – Automation: Warum denn vom Fließband? Walter Nowak
  - Schulfernsehen: Ohne Technik geht es nicht: Hemden aus Fernost. Walter Nowak
  - Schulfernsehen: Der regionale Wirtschaftsraum. Wirtschaftsplanung und Raumordnung. Franz-Josef Kaiser, Hans Kaminski
  - Sendereihen: Markt. von der Redaktion Markt

1984 
- Hörfunk:
  - Große Wirtschaftssendung: Von der Waffenschmiede zum Armenhaus. Günter Albrecht
  - Große Wirtschaftssendung: Bei Bayer entscheidet nie einer allein. Armin E. Möller
  - Schulfunk: Heinzelmännchen oder Jobkiller? Corinna Brückner

1985 
- Fernsehen:
  - Große Wirtschaftssendung: Deutschlandbilder: Unter dem Hammer. Werner Filmer, Dieter Storp
  - Große Wirtschaftssendung: Unser Ladenschlussgesetz – Ein Gänseblümchen wird entblättert. Armin Maiwald
  - Sonderpreis: Unter deutschen Dächern. Bauer Ewalds Wirtschaftswunder. Constantin Pauli

1986 
- Hörfunk:
  - Große Wirtschaftssendung: Hoch im Kurs. Günter Albrecht
  - Große Wirtschaftssendung: Ein Boss und seine Mode. Martin Born
  - Schulfunk: Osthandel – Sicherheitsrisiko oder Chance zur Außenpolitik? Dirk Klose
  - Schulfunk: Wenn der Pleitegeier kreist. Helmut Seitz

1987 
- Fernsehen:
  - Große Wirtschaftssendung: Engels & Consorten. Teil 3, Eberhard Möbius
  - Große Wirtschaftssendung: Ohne Kernenergie – und was dann? Möglichkeiten und Folgen eines Ausstiegs bis zum Jahr 2000. Dieter Balkhausen, Herbert Hackl
  - Kurzbeitrag: Die nordrhein-westfälische Fahrradindustrie. Hans Joachim Rüdel

1988 
- Hörfunk:
  - Große Wirtschaftssendung: Vom Nichts zum Wirtschaftsimperium – die Männer der Stunde Null. Armin E. Möller
  - Große Wirtschaftssendung: Erz, Stahl, Schrott? – Geschichte, Gegenwart und Zukunft der Maxhütte. Rüdiger Schablinski Stefan Schmid

1989 
- Fernsehen:
  - Große Wirtschaftssendung: Seefahrt ohne Schwarz-Rot-Gold. Heiner Thoemen
  - Kurzbeitrag: Was lange wehrt – die neuen Bedingungen der Lebensversicherer. Udo Lielischkies
  - Kurzbeitrag: Stahlnetz. Wolfgang Frings

### 1990er-Jahre
1990 
- Fernsehen:
  - Große Wirtschaftssendung: Land des Hechelns. Hoher Preis für Japans Wirtschaftsblüte. Günter Ederer
  - Große Wirtschaftssendung: Einkaufsbummel auf dem Sofa. Wie Katalogmacher Kunden ködern. Claus Bienfait, Gabriele Heise
  - Wirtschaft in der Unterhaltung: Das Milliardenspiel. (Folge 1 und 2), Klaus Pohl
- Hörfunk:
  - Große Wirtschaftssendung: Ein Manager und sein Unternehmen – Dieter Gallist von der Firma Bauknecht. Martin Born
  - Große Wirtschaftssendung: Aus dem Leben einer Cremedose oder: Wie eine Weltmarke entsteht. Thomas Kirdorf

1991 
- Fernsehen:
  - Große Wirtschaftssendung: Die Reportage: Bittere Ernte. Ursula Scheicher
  - Kurzbeitrag: Bankgebühren. Hans-Joachim Rüdel
  - Wirtschaft in der Unterhaltung: Hammelsprung. Dieter Meichsner
  - Ehrende Anerkennung: Leipziger Bürgergespräche. Michael Jungblut
- Hörfunk:
  - Große Wirtschaftssendung: Abenteuer Eigenheim – Vom Häuslebauen ganz geschafft. Stefan Schmid/Rüdiger Schablinski
  - Kurzbeitrag: Flaschenmilch hebt Milchumsatz. Detlef Reepen

1992 
- Fernsehen:
  - Große Wirtschaftssendung: Der Schatz der Lausitz – Braunkohletagebau in der ehemaligen DDR. Helge Cramer
  - Wirtschaft in der Unterhaltung: Kollege Otto – Die Coop-Affäre. Heinrich Breloer
- Hörfunk:
  - Große Wirtschaftssendung: Parfum. Akustische Etuden über ein duftendes Thema. Dieter Mayer-Simeth

1993 
- Fernsehen:
  - Große Wirtschaftssendung: WISOspezial zu Arbeitslosigkeit in Deutschland. Michael Jungblut, Kai Dietrich, Franz Jägeler,  Michael Opoczynski, Heiner Thoemen, Franz Zink
  - Kurzbeitrag: Studio 1: Teurer Industriestandort Deutschland – Ist unser Wohlstand in Gefahr?. Günter Ederer
  - Wirtschaft in der Unterhaltung: Der Rubel rollt aus der Serie Schwarz Rot Gold. Dieter Meichsner
- Hörfunk:
  - Große Wirtschaftssendung: Weiche Ecu für harte Mark: Ein heikler Währungstausch. Stefan Schmid
  - Kurzbeitrag: Die Besteigung des Schuldenbergs. Ralf Andreas Bürk

1994 
- Fernsehen:
  - Große Wirtschaftssendung: Trends-Spezial zum großen Geschäft mit Heimtieren, Frank Lehmann, Petra Theisen, Axel Mühlhaus
  - Kurzbeitrag: Was wird aus der Bremer Klöckner-Hütte?. Klaus Schloesser
  - Wirtschaft in der Unterhaltung: Der große Bellheim. Vierteiliges Fernsehspiel, Dieter Wedel
- Hörfunk:
  - Große Wirtschaftssendung: Rostiger Stahl – Was wird aus der deutschen Stahlindustrie? Armin E. Möller, Leonhard Spielhofer
  - Große Wirtschaftssendung: Importierter Wohlstand – Wie viele Ausländer braucht die deutsche Wirtschaft? Stefan Schmid
  - Veranstalterpreis: Betriebsausflug. – Industrie-Reportage aus dem Revier, WDR

1995 
- Fernsehen:
  - Große Wirtschaftssendung: Tödliche Karriere – Aufstieg und Fall des Ostunternehmers Eberhard Tiede. Mario Damolin, Bernhard Kilian
  - Kurzbeitrag: Lebensversicherung für Alte. Plusminus, Matthias Holland-Letz, Hans-Joachim Rüdel
  - Kurzbeitrag: Porträt Piech. FRONTAL, Wolfgang Herles
- Hörfunk:
  - Große Wirtschaftssendung: Blütenträume in Bitterfeld. Porträt einer Region. Peggy Fuhrmann

1996 
- Fernsehen:
  - Große Wirtschaftssendung: Hanseblick – Kopfgeld. Ein Geschäft um Leben und Tod. Steffen Schneider, Felix Pankok
  - Kurzbeitrag: Schweinereien. markt, Marc Lorenz
  - Wirtschaft in der Unterhaltung: Zu treuen Händen. Fernsehspiel, Sascha Arango
- Hörfunk:
  - Große Wirtschaftssendung: Megaperlen für die Waschmaschine – Ein Markenartikel wird durchgesetzt. Regine Hauch
  - Veranstalterpreis: WDR – Bare Münze – Der Geldkanal. WDR

1997 
- Fernsehen:
  - Große Wirtschaftssendung: Das Märchen vom König Kunde – Service in Deutschland. Günter Ederer
  - Kurzbeitrag: Kutterfischer vor dem Ruin. Monitor, Andreas Orth
- Hörfunk:
  - Große Wirtschaftssendung: Heute im Gespräch: MaastNicht versus Maastricht – Die Europäische Union auf dem Prüfstand. Jan Büttner, Stephan Ferdinand
  - Veranstalterpreis: Von der D-Mark zum Euro – eine Reihe innerhalb der Sendungen Information am Morgen und Wirtschaft und Gesellschaft. Deutschlandfunk
  - Veranstalterpreis: Nachgehakt: Die T-Aktie, die Börse und das Geld. Jugendreihe Kakadu. DeutschlandRadio Berlin
  - Veranstalterpreis: Wege aus der Arbeitslosigkeit. Serie Morgenecho. Westdeutscher Rundfunk

1998 
- Fernsehen:
  - Große Wirtschaftssendung: Alle Räder stehen still – eine russische Fabrik kämpft ums Überleben. Arnim Stauth
  - Große Wirtschaftssendung: Gesucht wird … Die Schuld an der Vulkan-Pleite. Wilfried Huismann, Klaus Schloesser
  - Kurzbeitrag: Pro 7 Börsengang. Markt im Dritten, Thomas Wagner
  - Kurzbeitrag: Faule Deutsche. Gottlob Schober
- Hörfunk:
  - Große Wirtschaftssendung: Die gierigen Samariter oder: wie Hilfsorganisationen zu Wohlfahrtskonzernen werden. Regine Hauch

1999 
- Fernsehen:
  - Große Wirtschaftssendung: Die Trottel der Nation – Wer arbeitet wird abgezockt. Günter Ederer
  - Kurzbeitrag: Zulagendschungel. Gitti Müller
  - Veranstalterpreis: Phoenix für den hohen Anteil von Wirtschaftsthemen in seinem gesamten Programm
- Hörfunk:
  - Große Wirtschaftssendung: Neues Geld, neues Glück? Der Euro kommt. Stephan Ferdinand, Jan Büttner

### 2000er-Jahre
2000 
- Fernsehen:
  - Große Wirtschaftssendung: MACHTSPIELE – (Deutsche Bank). Wechseljahre – Wie Rolf Breuer die Deutsche Bank globalisiert. Wolfgang Herles
  - Kurzbeitrag: Eurotherm. Marc Lorenz, Dieter Schug
  - Veranstalterpreis: Einsturz – Die Holzmann-Pleite. Hessischer Rundfunk
- Hörfunk:
  - Große Wirtschaftssendung: Startschuss für die Rosskur: Der Fall der Mauer – eine wirtschaftliche Bilanz. Stefan Schmid
  - Wirtschaft in der Unterhaltung: Zahlenmenschen. Tabellen und Ziffern bestimmen unser Leben. Udo Prenzel, Armin E. Möller
  - Veranstalterpreis: RSGo! – Jobs für das 3. Jahrtausend. (Existenzgründer-Serie), Radio RSG, Thomas Brankamp (Enterpress), Michael Kranz

2001 
- Fernsehen:
  - Große Wirtschaftssendung: Wo das Geld wächst! Die EM.TV-Story. Marcus Vetter
- Hörfunk:
  - Große Wirtschaftssendung: Brillante Geschäfte. Elise Fried, Peter Kreysler
  - Kurzbeitrag: Stichtag: Länderfinanzausgleich. Holger Beckmann
  - Wirtschaft in der Unterhaltung: Der WDR geht an die Börse. Anja Iven

2002 
- Fernsehen:
  - Große Wirtschaftssendung: Zuckerrübe gegen Zuckerrohr. Tilman Achtnich, Manfred Ladwig
  - Technik: Autobau-Maus. Armin Maiwald
  - Veranstalterpreis: Sendung mit der Maus, WDR für die Sachgeschichten
  - Talkshow: Maischberger, Theo Lange, Lilly Benecke, Stefan Kunze, Andree Thorwarth und Berlin-Mitte, Volker Wilms, Bettina Hildebrand
- Hörfunk:
  - Große Wirtschaftssendung: Requiem auf eine Währung – Das Ende der Mark. Gerhard Schröder
  - Kurzbeitrag: Das Geld bleibt im Dorf – Die kleinste Bank Deutschlands. Svenja Pelzel
- Zeitung:
  - Wirtschaft in der Regionalzeitung: Die Rheinpfalz
  - Förderpreis: Rheinische Post. Antje Höning

2003 
- Fernsehen:
  - Große Wirtschaftssendung: Carl F. W. Borgward – Aufstieg und Fall eines Autokönigs. Jörg Komorowski, C. Cay Wesnigk
  - Kurzbeitrag: Umsteuern. Uwe Leiterer
  - Kurzbeitrag: Dritte Welt. Detlef Flintz
- Hörfunk:
  - Große Wirtschaftssendung: Schattenwirtschaft – Berichte von Dunkelmännern, Rebellen, Abzockern, Jägern und Gejagten. Sylvia Conradt, Kirsten Heckmann-Janz
  - Technik: 65. Todestag Guglielmo Marconi. WDR
- Zeitung:
  - Regionale Wirtschaftsberichterstattung: Stuttgarter Zeitung
  - Förderpreis: Südkurier. Johannes Eber
  - Veranstalterpreis: Hessische Firmen im Porträt (27-teilige Serie)

2004 
- Fernsehen:
  - Große Wirtschaftssendung: Das Märchen von der gerechten Steuer. Das Märchen von der sicheren Rente. Das Märchen vom blühenden Arbeitsmarkt. Günter Ederer, HR
  - Kurzbeitrag: Bahnauskunft. Gitti Müller
  - Wirtschaft in der Unterhaltung: Harksen oder die große Gier. Christian Jentzsch
  - Technik: Drucken im 3D-Rapid-Prototyping. Lisa Rest
- Hörfunk:
  - Große Wirtschaftssendung: Bomben oder Boom – Wie der Irak-Krieg die Wirtschaft im Orient verändert. Christian Vogg, Große Wirtschaftssendung
  - Große Wirtschaftssendung: Hidden Champions. Gisela Keuerleber
  - Kurzbeitrag: Stichtag: 85. Geburtstag Sam Walton. Walter Filz
  - Technik: Countdown für die Ewigkeit – Atommüll als Kommunikationsproblem. Reinhard Schneider
- Zeitung:
  - Regionale Wirtschaftsberichterstattung: Badische Zeitung
  - Veranstalterpreis: Die Fritz-Arbeitslosen

2005 
- Fernsehen:
  - Große Wirtschaftssendung: Schuldnerparadies Deutschland. Cathrin Mehlgarten, SWR
  - Talkshow: Firma saniert – Mitarbeiter ruiniert. Frank Plasberg, Stefan Wirtz, WDR
  - Wirtschaft in der Unterhaltung: Mission X – der Stromkrieg. Axel Engstfeld, ZDF
  - Technik: Aufzüge. Robert Schotter, ProSieben
  - Veranstaltungspreis: Hessen in Betrieb: Mittelstand. hr
- Hörfunk:
  - Große Wirtschaftssendung: Outlet, Fake & Company. Dieter Mayer-Simeth, BR
  - Veranstaltungspreis: Heimliche Weltmeister. DW
- Zeitung:
  - Regionale Wirtschaftsberichterstattung: Rheinische Post
  - Förderpreis: Dagmar Rosenfeld, Der Tagesspiegel

2006 
- Fernsehen:
  - Große Wirtschaftssendung: Bankgeheimnisse – Konkurs eines Computerhändlers. Klaus Martens, WDR
  - Kurzbeitrag: Ein-Euro-Jobs. Andreas Vogtmeier, rbb
  - Wirtschaft in der Unterhaltung: Müssen wir uns Bill Gates als einen glücklichen Menschen vorstellen?. Mathias Greffrath, BR, und Mein Chef, der Bundeskanzler – Ludwig Erhard aus der Nähe und in Farbe. Jens Kemper und Markus Brauckmann, AZ Media
  - Technik: Unter Strom. Redaktion von Quarks & Co., WDR
  - Veranstaltungspreis: Hartz Check. BR
- Hörfunk:
  - Große Wirtschaftssendung: Kriegen und Haben. eBay – oder: Wie wild wird der Warentausch?. Walter Filz, NDR, SWR, WDR
  - Kurzbeiträge: keine Nominierung
- Zeitung:
  - Wirtschaft in der Regionalzeitung/Schwerpunkt Schlagzeile: Tagesspiegel
  - Wirtschaft in der Frauenzeitschrift: Warum arbeiten Sie eigentlich noch?. Nadine Oberhuber, Brigitte Woman
  - Förderpreis: Nikos Späth, Hamburger Abendblatt

2007 
- Fernsehen:
  - Große Wirtschaftssendung: Darwin’s Nightmare. Hubert Sauper, ARTE (WDR)
  - Kurzbeitrag: Payback-Prämien. Hans-Joachim Rüdel, (WDR)
  - Technik: Airbus A380 Lackierung. Pro Sieben
- Hörfunk:
  - Große Wirtschaftssendung: Schokolade – Der lange Weg von der Kakao-Bohne zum Schokoweihnachtsmann. WDR
  - Große Wirtschaftssendung: Arbeitslos und dann vergessen – Der gescheiterte Kampf für Vollbeschäftigung. WDR
  - Kurzbeitrag: Der 'Hosenkönig' Alfons Müller-Wipperfürth. WDR
- Zeitung:
  - überregionale Printmedien: Der Missverstandene. Lorenz Wagner, Financial Times Deutschland
  - regionale Printmedien: Schanghai – Hamburgs Tor nach China. Melanie Wassink, Hamburger Abendblatt
  - Förderpreis: Ronny Gert Bürckholdt, Badische Zeitung

2008 
- Fernsehen:
  - Große Wirtschaftssendung: Wettlauf um die Welt.(Dreiteiler), Stefan Aust, Claus Richter, ZDF
  - Kurzbeitrag: Urheberrecht. Gesa Dankwerth, Maike Pies, ARD (WDR)
  - Technik: Geheimsache F 700. Ute Schneider, DW-TV
  - Unterhaltung: Hubert Burda – Zwischen Rebellion und Pflicht. Kathrin Pitterling, ARD (NDR)
- Hörfunk:
  - Große Wirtschaftssendung: China und Indien. Die neuen Imperien. Heiner Wember, Tilman Wörtz, WDR
  - Technik: Tonfänger. Das Mikrofon – eine deutsche Geschichte. Tom Schimmeck, MDR, 14. Februar 2007
  - Unterhaltung: Unseren Garten bestellen. Mathias Greffrath, BR
- Print:
  - überregionale Medien: An diesem Haus hängt unser Wohlstand. Karsten Lemm, Stern
  - regionale Medien: Absturzgefahr. Marc Neller, Der Tagesspiegel
  - Förderpreis: Sebastian Jost, Die Welt / Welt am Sonntag
- Veranstalterpreis:
  - Fernsehen: Das Hartz IV-Tagebuch. RTL
  - Print: Konzept der Panorama-Seiten im Wirtschaftsteil, Süddeutsche Zeitung

2009 
- Wirtschaft in regionalen Printmedien (Dotierung 7.500 Euro):
  - Michael Ohnewald, Stuttgarter Zeitung
- Wirtschaft in überregionalen Printmedien (Dotierung 7.500 Euro):
  - Kerstin Kohlenberg und Wolfgang Uchatius, Die Zeit
- Förderpreis für Nachwuchsjournalisten (Dotierung: Weiterbildung im Wert von max. 5.000 Euro):
  - Jan Hildebrand, Die Welt / Welt am Sonntag
- Hörfunk Große Wirtschaftssendung (Dotierung 7.500 Euro):
  - Benjamin Großkopff und Arne Meyer (Red. Susanne Gommert)
- Hörfunk Kurzbeitrag (Dotierung 5.000 Euro):
  - Kerstin Hilt (Red. Michael Rüger)
- Wirtschaft in der Unterhaltung oder eine herausragende Sendung anderer Art (Hörfunk oder Fernsehen, Dotierung 7.500 Euro):
  - Peter Werse (Red. Stefanie Frebel)
- Technik (Hörfunk oder Fernsehen, Dotierung 7.500 Euro):
  - Axel Engstfeld (Red. Günter Myrell und Peter Allenbacher)
- Fernsehen Große Wirtschaftssendung (Dotierung 7.500 Euro):
  - Rebecca Gudisch und Tilo Gummel (Red. Mathias Werth), WDR
- Veranstalterpreis (undotiert):
  - Welt am Sonntag für die Beilage „Finanzkrise kinderleicht“

### 2010er-Jahre
2010 
- Fernsehen:
  - Große Wirtschaftssendung: Der große Crash – Die Pleite der Lehman-Bank, Guy Smith, Jean-Christoph Caron, ZDF/BBC
  - Kurzbeitrag: Einzelschraube, Udo Eling, WDR
  - Technik: Endstation Chaos – Die Bahn auf gefährlichem Kurs, Norbert Siegmund, Ursel Sieber, Olaf Jahn, ARD (rbb)
  - Unterhaltung: Frau Böhm sagt Nein, Dorothee Schön, ARD (WDR)(Preisteilung s. Hörfunk)
- Hörfunk:
  - Große Wirtschaftssendung: Pleitegeier – Das Geschäft mit der Insolvenz, Frank Wörner, WDR
  - Kurzbeitrag: Das Omega-Protokoll – Wie die HSH die Bankenaufsicht gelinkt hat, Jürgen Webermann, Peter Hornung, NDR
  - Unterhaltung: Berichte von morgen, Autorenteam Spaß 5, WDR, (Preisteilung s. Fernsehen)
- Print:
  - Überregionale Printmedien: Zocken im Morgengrauen, Markus Dettmer, Dirk Kurbjuweit, Christian Reiermann, Der Spiegel
  - Regionale Printmedien: Der tragische Held von Zuffenhausen, Klaus Köster, Stuttgarter Nachrichten, 
und Schiffbau: Der Krisenreport, Olaf Preuß, Hamburger Abendblatt (Preisteilung)
  - Förderpreis: Jan Grossarth, Frankfurter Allgemeine Zeitung

2011 
- Print:
  - Überregionale Printmedien: Griechenland, (Serie), Florian Hassel, Welt am Sonntag
  - Regionale Printmedien: Die Nordsee (Serie), Tomma Schröder, Schleswig-Holsteinischer Zeitungsverlag
  - Förderpreis: Kerstin Bund, Die Zeit, Förderpreis (Preisteilung)
  - Förderpreis: Carola Sonnet, Förderpreis (Preisteilung)
- Hörfunk:
  - Große Wirtschaftssendung: Bankraub: Der Fall Hypo Real Estate, Peter Rothammer, WDR
  - Kurzbeitrag: Das Konjunkturpaket 2 (Serie), Nicolai Kwasniewski, Jörg Pfuhl, Benjamin Großkopff, Kathrin Schmid, NDR
  - Technik: MyPhone – Ideen zum Handy der Zukunft, Thomas Reintjes, DLF (Preisteilung)
- Fernsehen:
  - Große Wirtschaftssendung: Auf nach Indien – Ein Rheinländer trotzt der Krise, Thadäus Parade, ZDF
  - Kurzbeitrag: Kapitalausfallversicherungen, Josef Streule, Sabina Wolf, ARD (BR)
  - Innovation/Unterhaltungssendung: Rachs Restaurantschule, Stefanie Frebel, Peter Werse, RTL
  - Technik: Nach dem Öl – Visionen am Golf: Ökologischer Aufbruch, Anne Hoffmann, DW-TV (Preisteilung)
- Internet:
  - Serie: Zockerjagd für Anfänger (Serie), Stefan Schultz, Alexander Trempler, Roman Höfner, Spiegel Online

2012 
- Print:
  - Überregionale Printmedien: Mein gutes Geld, Reiner Luyken, Die Zeit
  - Regionale Printmedien: Mit Dummheit Geld machen, Harald Schumann, Der Tagesspiegel
  - Innovation: Der Superknall / Fünf Jahre Krise, Thomas Fischermann, Marcus Rohwetter, Mark Schieritz, Arne Storn (Text), Mart Klein und Miriam Migliazzi (Illustration), Philipp Schultz (Layout), Haika Hinze und Ellen Dietrich (Artdirektion), Die Zeit, 29. Dezember 2011
  - Förderpreis: Christian Salewski, Capital / Financial Times Deutschland
- Fernsehen:
  - Große Wirtschaftssendung: Angriff aus dem Netz. Die Wirtschaft im Visier von Onlinekriminellen Birgit Kappel und Sabina Wolf, ARD (BR), 7. August 2011
  - Kurzbeitrag: Die Jury entschied sich gegen eine Auszeichnung, da ihr keiner der Beiträge als herausragend erschien
  - Technik: Stromkollaps, Dirk Schneider, MDR, 7. Juni 2011
- Hörfunk:
  - Große Wirtschaftssendung: Europas Solar-Vision, Heidi Mühlenberg, MDR, 16. Februar 2011
  - Kurzbeitrag: Das Jahr des Rettungsschirms, Stephanie Pieper, rbb, 27.–30. Dezember 2011
- Internet:
  - Wirtschaft online: Eurozone Ostend - Wie der Neubau der EZB ein Viertel verändert, Thomas Strothjohann, Carla Schneider, Simon Berger, Martin Brandt, Burghard Schnödewind, boerse.ARD.de (Kooperation mit hr-online und Studiengang Online-Journalismus der Hochschule Darmstadt), 26. September 2011

2013 
- Print:
  - Überregionale Printmedien: Die Kuhhändler, Dirk Kurbjuweit, Christoph Pauly, Jan Puhl, Mathieu von Rohr, Christoph Scheuermann, Christoph Schult, Der Spiegel
  - Regionale Printmedien: Frau, Firma & Familie, Nora-Maria Miethke, Sächsische Zeitung
  - Innovation: Die Serien-Idee Wirtschaftswandern der Regionalzeitung Die Rheinpfalz von Eckhard Buddruss, Jürgen Eustachi, Klaus Hofter, Olaf Lismann, Hermann Mosch-Klein, Judith Schäfer
  - Förderpreis: Pierre-Christian Fink, Die Zeit
- Fernsehen:
  - Große Wirtschaftssendung: Versicherungsvertreter. Die erstaunliche Karriere des Mehmet Göker, Klaus Stern (Redaktion Petra Nagel), ARD (WDR)
  - Kurzbeitrag: Nullrunde 2012 – Wer beim satten Lohnplus nur zuschaut, Steffen Clement (Redaktion Sabine Elke), ARD (hr)
  - Technik: Pioniere (Folgen 1 und 2: Stahlkrieg an der Ruhr und Siegeszug der Düsenjets), Birgit Tanner, Mira Thiel (Redaktion Claudia Moroni), ZDF,
und Smartphones – Spionage in der Hosentasche, Till Krause (Redaktion Klaus Uhrig), BR
- Hörfunk:
  - Große Wirtschaftssendung: Odyssee im Euroraum: Griechenlands Irrfahrten – Warum sie lange andauern werden, Eleni Klotsikas (Redaktion Marita Knipper), WDR
  - Kurzbeitrag: 7. Oktober 1952: Patent für den Strichcode, Kerstin Hilt (Redaktion Michael Rüger), WDR
- Internet:
  - Wirtschaft online: NeunKW – die Energiewende im Rheinland, Der Jahrgang 2010 der Kölner Journalistenschule in Kooperation mit dem Kölner Stadt-Anzeiger

2014 
- Print:
  - Überregionale Printmedien: Warum muss Joy hungern?, Anita Blasberg, Marian Blasberg, Die Zeit
  - Regionale Printmedien: Die Spuren der Arbeit, Tiemo Rink, Der Tagesspiegel
  - Förderpreis: Antonia Bauer, Dein Spiegel
- Fernsehen:
  - Große Wirtschaftssendung: Flucht in die Karibik – Die Steuertricks der Konzerne, Jo Schück, Peter Ruppert, Michael Strompen (Redaktion Paul Amberg, Claudia Ruete), ZDF
  - Kurzbeitrag: Lehrlingsbootcamp, Elisa Kern, Ines Zieglasch (Redaktion Torsten Peuker), MDR
  - Technik (Preisteilung): Von AC zu DC. Auf dem Sprung ins Gleichstromzeitalter, Sönke Gäthke (Redaktion Christiane Knoll), Deutschlandfunk, und Die gestrickte Bandscheibe – Erfolg neuer Textilien, Katharina Prokopy (Redaktion Dieter Pahlke), SWR
- Hörfunk:
  - Große Wirtschaftssendung: Shoppen in China – Afrikanische Händler in Guangzhou,[2] Lorenz Rollhäuser (Redaktion Ulrike Toma), NDR/SWR
  - Kurzbeitrag: 1863: Gründung der Farbwerke Hoechst, Martina Meißner (Redaktion Ronald Feisel), WDR
- Internet:
  - Wirtschaft online: Dispo-Projekt, Nadine Oberhuber, Marlies Uken, Sascha Venohr, Zeit Online

2015 
- Print:
  - Wirtschaft in regionalen Printmedien: Miriam Opresnik für „Helden des Handels“, Hamburger Abendblatt (zwölfteilige Serie)
  - Wirtschaft in überregionalen Printmedien: Kai Biermann, Klaus Brandt, Daniel Drepper, Philip Faigle, Christian Fuchs, Anne Kunze, Haluka Maier-Borst, Stephan Lebert, Daniel Müller, Karsten Polke-Majewski, Sascha Venohr und Fritz Zimmermann, „Tödliche Keime“, Die Zeit, Zeit Online, Funke-Mediengruppe und CORRECT!V
  - Förderpreis: Felix Brumm, Enorm
- Hörfunk:
  - Kurzbeitrag: Serie „Die Macht des Geldes – Was Geld mit uns macht“, SWR, von Torsten Buschmann, Andreas Hain, Peter Knetsch, Tamara Land, Sina Rosenkranz, Julia Rubin, Jan Seidel und Lena Stadler (Red. Peter Knetsch)
  - Große Wirtschaftssendung: Sebastian Strube, „Crowdwork. Vom Entstehen der digitalen Arbeiterklasse“, BR (Red. Caroline von Lowtzow)
- Fernsehen:
  - Kurzbeitrag: Sabina Wolf, „Gefälschte Medikamentenverpackungen“, ARD / BR, (Red. Carl Hermann Diekmann)
  - Große Wirtschaftssendung: Marc Bauder, „Master of the Universe“, Arte / hr / SWR, (Red. Esther Schapira, Dr. Gudrun Hanke-El Ghomri)
  - Innovation / Wirtschaft in der Unterhaltungssendung (Preisteilung): Christiane Beeker und Andrea Jajeh: „Die Höhle der Löwen“, Vox (Red. Katja Rieger, Sabine Leopold).
- Internet:
  - Wirtschaft Online: Dana Heide, Handelsblatt Online „Wie eine Katastrophe [Fukushima] die Welt verbessert“
  - Innovation / Wirtschaft in der Unterhaltungssendung (Preisteilung): Carolyn Braun, Marcus Pfeil, Felix Rohrbeck und Christian Salewski: „Die GPS-Jagd!“, Die Zeit / ARTE / Follow the Money / ARD (NDR, Red. Dieter Schiffermüller)

2016 
- Print:
  - Wirtschaft in überregionalen Printmedien: Marc Brost und Andres Veiel, „Sie nennen es Sterbehaus“, Die Zeit
  - Förderpreis: Florentin Schumacher, FAZ
  - Innovation / Wirtschaft in der Unterhaltungssendung: Dr. Alexandra Borchardt und Susanne Klingner: „Plan W - Frauen verändern Wirtschaft“, Süddeutsche Zeitung
  - Sonderpreis (undotiert): Bastian Brinkmann, Robert Gast, Christoph Giesen, Frederik Obermaier und Bastian Obermayer : „Swiss Leaks“, Süddeutsche Zeitung
- Hörfunk:
  - Große Wirtschaftssendung: Florian Meyer-Hawranek , „Robot Economy“, BR (Red. Oliver Buschek)
- Fernsehen:
  - Kurzbeitrag: Knud Vetten, „Arbeitsvermittler“, MDR (Red. Anja Riediger)
  - Große Wirtschaftssendung: Hanspeter Michel, „Prima Klima – Ventilatoren und Motoren von ebm-papst aus Mulfingen“, SWR, (Red. Dieter Pahlke).
- Internet:
  - Christian Beetz, Tanja Schmoller, Georg Tschurtschenthaler, Bettina Walter und Jakob Vicari, „Falcianis Swiss Leaks“, Arte.tv/SWR

2017 
- Print:
  - Wirtschaft in regionalen Printmedien: Miriam Opresnik, „Mein erster Laden“, Hamburger Abendblatt
  - Wirtschaft in überregionalen Printmedien: Jürgen Berke, „ThyssenKrupp: Im Auge des Sturms“, Wirtschaftswoche
  - Förderpreis: Anna Gauto, Wirtschaftswoche
  - Innovation / Wirtschaft in der Unterhaltungssendung: Bastian Obermayer, Frederik Obermaier, Vanessa Wormer, Katrin Langhans, Mauritius Much und Hannes Munzinger: „Panama Papers“, Süddeutsche Zeitung
- Hörfunk:
  - Kurzbeitrag: Christian Schwalb , „Problem oder Potenzial? Flüchtlinge auf dem Arbeitsmarkt“, Radio Bremen (Red. Nicole Ritterbusch)
  - Große Wirtschaftssendung: Christian Bollert, Marcus Engert , „Das brand eins Magazin zum Hören (Schwerpunkt 'Lust')“, detektor.fm
- Fernsehen:
  - Kurzbeitrag: Stefan Jäger, „Im Zinstief – Gesetzliche Rente rentabler als private Vorsorge“, ARD / hr (Red. Sabine Elke)
  - Große Wirtschaftssendung: Jan Schmitt, „Milliarden für Millionäre – Wie der Staat unser Geld an Reiche verschenkt“, ARD / WDR (Red. Petra Nagel, Martin Suckow)
- Internet:
  - Max Mönch und Alexander Lahl, „Monopoly der Weltmeere“, Arte.tv / ZDF

2018 
- Internet:
  - Anja Lordieck und Julian Herbst, „Reich unterm Radar“, boerse.ARD.de (Red. Detlev Landmesser, Burghard Schnödewind)
- Print:
  - Wirtschaft in regionalen Printmedien: Tobias Großekemper und Christoph Klemp, „Schacht matt im Hannibal“, Ruhr Nachrichten
  - Wirtschaft in überregionalen Printmedien: Caterina Lobenstein, „Warum verdient Frau Noe nicht mehr?“, Die Zeit
  - Förderpreis: Hannes Vollmuth, Süddeutsche Zeitung
- Hörfunk:
  - Kurzbeitrag: Benedict Witzenberger, „Was zwei Jahre Mindestlohn für Praktikanten verändert haben“, Puls BR (Red. Johannes Berthoud)
  - Große Wirtschaftssendung: Stefan Schmid, „Bargeld ade? Wie wir künftig bezahlen“, BR (Red. Frank Müller)
- Fernsehen:
  - Kurzbeitrag: Julia Cruschwitz, „Indonesische Arbeitskräfte“, MDR (Red. Anja Riediger)
  - Große Wirtschaftssendung: Hans Koberstein, „Geheimakte VW – Wie die Regierung den Konzern schützt“, ZDF (Red. Hilde Buder-Monath, Claudia Ruete)
- Innovation:
  - Carolyn Braun, Marcus Pfeil, Björn Erichsen, Jakob Vicari und Bertram Weiß, „Die Superkühe“, WDR

2019 
- Print:
  - Wirtschaft in überregionalen Printmedien: Isaac Anyaogu, Ankush Kumar und Petra Sorge für „Vergiftetes Dorf“, Der Spiegel
  - Wirtschaft in regionalen Printmedien: Miriam Opresnik für „Arbeiten im Alter 7teilige Serie“, Hamburger Abendblatt
  - Förderpreis: Lisa Büntemeyer, Impuls
- Hörfunk:
  - Kurzbeitrag: Stephanie Kowalewski für „Bürokratie im Handwerk. Der zertifizierte Dübel“, Deutschlandfunk Kultur
  - Große Wirtschaftssendung: Heiner Wember für „Hallo Herr Kaiser – Was aus der guten alten Lebensversicherung wird“, WDR (Red. Frank Christian Starke)
- Fernsehen:
  - Kurzbeitrag: Sabina Wolf für „Sicherheitsnische: Smarte Haushaltsgeräte“, BR (Red. Carl-Hermann Diekmann, Sebastian Hanisch)
  - Große Wirtschaftssendung: Dirk Laabs für „Geheimakte Finanzkrise – Droht der nächste Jahrhundert-Crash?“, ZDF (Red. Markus Wennige)
- Internet:
  - Der 23. Volontärsjahrgang des MDR: Johanne Bischoff, Sabine Cygan, Romy Heinrich, Martin Hoferick, Simon Klöppl, Konstantin Kumpfmüller, Jana Münkel, Alexander Polte, Wiebke Schindler und Pauline Vestring für „Den Daten auf der Spur“, MDR (Red. Christian Bergmann, Anja Riediger, Jörg Wildermuth)
- Sonderpreis:
  - Gabor Steingart für „Steingarts Morning Briefing“

### 2020er-Jahre
2020 
- Print:
  - Wirtschaft in überregionalen Printmedien: Henning Sußebach und Stefan Willeke für „Die Fee von Fulda“, Die Zeit
  - Wirtschaft in regionalen Printmedien: Dirk Fisser für „Der Sanierer und seine Sauen“, Neue Osnabrücker Zeitung
  - Förderpreis: Kim Torster, Weser Kurier
- Hörfunk:
  - Kurzbeitrag: Sabina Wolf für „Hightech beim Autoklau: Keyless macht es Dieben leicht“, BR
  - Große Wirtschaftssendung: Markus Metz für „Sparen ohne Zinsen? Von der Bürgertugend zum Verlustgeschäft“, BR
- Fernsehen:
  - Kurzbeitrag: Michael Haselrieder und Daniel Pontzen für „Steuereintreiber bei Google & Co – Fiskus kassiert beim Mittelstand“, ZDF
  - Große Wirtschaftssendung: Ariane Riecker für „Die Investoren – Wie Macher und Glücksritter in den Osten kamen“, MDR
- Internet:
  - Tagesspiegel Innovation Lab: Lubena Awan, Andreas Baum, Michael Gegg, Sidney Gennies, Hendrik Lehmann, David Meidinger und Helena Wittlich für „Wer profitiert vom Berliner Mietmarkt?“, Der Tagesspiegel
- Sonderpreis:
  - Markus Gürne und Marcus Niehaves für hervorragende Wirtschaftsberichterstattung in Corona-Zeiten 2020

2021 
- Audio: 
  - Felix Holtermann, Ina Karabasz, Regina Körner, Handelsblatt Online: Handelsblatt Crime – Der Fall Wirecard
- Video: 
  - Lukas Augustin, Vanessa Schlesier, ZDF: Saubere Autos, schmutzige Batterien – Kobaltabbau im Kongo
- Klartext:
  - Jan Diesteldorf, Christoph Giesen, Lena Kampf, Klaus Ott, Katja Riedel, Jörg Schmitt, Meike Schreiber, Nils Wischmeyer, Süddeutsche Zeitung: Das Wirecard–Protokoll: Zehn Tage im Juni
- Multimedia:
  - Paul Blickle, Fabian Dinklage, Annick Ehmann, Elena Erdmann, Moritz Klack, Maria Mast, Julian Stahnke, Julius Tröger, Claudia Vallentin, Zeit Online: So schnell verbreitet sich das Coronavirus in Innenräumen
- Starterpreis:
  - Stefan Sommer, BR: Deutschrap & Sportwetten: So wird mit Summer Cem, Haftbefehl und Co. kassiert. PULS Musikanalyse
- Sonderpreis:
  - Miriam Meckel, ada Learning GmbH

2022 
- Audio: 
  - Jörg Hommer, (Red. Gabor Paal), SWR: Angriff aus dem Netz
- Video: 
  - Patrizia Schlosser, (Red. Salome Zadegan), NDR: xHamster: Wer steckt hinter der Pornoplattform?
- Klartext überregional: 
  - Pia Ratzesberger, Süddeutsche Zeitung: Rente in Deutschland: Werde ich im Alter arm sein?
- Klartext regional: 
  - Holger Sabinsky-Wolf und Michael Stifter, Augsburger Allgemeine: Cum-Ex-Skandal: Hanno Berger will kein Milliardenbetrüger sein
- Starterpreis: 
  - Janina Martens

2023 
- Video: 
  - Megan Ehrmann und Marion Mück-Raab, SWR: Grundversorger aus Leidenschaft. Bäcker:innen und Metzger:innen
- Audio: 
  - Matthias Hof, WDR: Camping-Boom reloaded. Mobil unterwegs in unruhigen Zeiten
- Klartext überregional: 
  - Greta Taubert, Christian Salewski und Sebastian Kempkens, Zeit: Was steckt da wirklich drin?
- Klartext regional: 
  - Luise Maria Langen, Nordsee-Zeitung: Das System Amazon: „Moderne Sklaverei“ in Bremerhaven
- Multimedia: 
  - Nikolaus Förster und Team Impulse: Initiative „Jetzt erst recht!“
- Starterpreis: 
  - David Gutensohn

## Belege
1. ↑  Preiskategorien. In: Ernst-Schneider-Preis. Abgerufen am 21. Juli 2021 (deutsch).
2. ↑  Ernst-Schneider-Preis für NDR/SWR-Hörfunkfeature